# Vila semistalachtis
Vila semistalachtis är en fjärilsart som beskrevs av Hall 1928. Vila semistalachtis ingår i släktet Vila och familjen praktfjärilar. Inga underarter finns listade i Catalogue of Life.